# Adejeania andina
Adejeania andina là một loài ruồi trong họ Tachinidae.